# Phyllanthus rupiinsularis
Phyllanthus rupiinsularis är en emblikaväxtart som beskrevs av Takahide Hosokawa. Phyllanthus rupiinsularis ingår i släktet Phyllanthus och familjen emblikaväxter. Inga underarter finns listade i Catalogue of Life.